# Hans Georg Amsel
Hans Georg Amsel, soms ook Hans-Georg Amsel of Georg Amsel (Bensberg, 29 maart 1905 - Langensteinbach, 20 oktober 1999) was een Duitse entomoloog. Hij ontpopte zich vooral als een specialist in kleine vlinders en leidde van 1955 tot 1973 de entomologische afdeling van het Staatliches Museum für Naturkunde Karlsruhe.

## Levensloop
Hij was de zoon van de filoloog Georg Amsel en promoveerde in 1933 in Berlijn met zijn proefschrift "Die Lepidopterenfauna Palästinas. Eine zoogeographisch-ökologisch-faunistische Studie". In 1955 werd hij het eerste hoofd van de nieuw opgerichte entomologische afdeling van het Staatliches Museum für Naturkunde Karlsruhe. Hij bekleedde deze functie tot aan zijn pensionering in 1973 en was toen lange tijd vrijwilliger bij het museum. Als specialist in kleine vlinders (microlepidoptera) legde Amsel de basis voor de internationaal belangrijke microlepidoptera-collectie van het Staatliches Museum für Naturkunde Karlsruhe. In dit kader was hij initiatiefnemer en samen met Reinhard Gaedike tevens redacteur van de sinds 1965 verschenen reeks "Microlepidoptera palearctica", een tiendelig standaardwerk over de kleine vlinders van het Palearctisch gebied. Voor zijn onderzoek ondernam hij onder meer twee expedities naar Afghanistan in 1956 en 1966.
In 1980 kende de Deutsche Gesellschaft für allgemeine und angewandte Entomologie (DGaaE) hem de Fabricius-medaille toe voor zijn wetenschappelijke levenswerk. In 1986 was Amsel de eerste ontvanger van de Ernst-Jünger-prijs voor entomologie van de deelstaat Baden-Württemberg voor belangrijke prestaties op het gebied van entomologie. Jünger en Amsel ontmoetten elkaar in 1928 in Berlijn en bleven vrienden tot de dood van de schrijver op 17 februari 1998. Het document van deze decennialange vriendschap is het boek Ontmoetingen met Ernst Jünger, geschreven door Amsel en in eigen beheer uitgegeven in 1983 ter gelegenheid van Jünger 88ste verjaardag.
Het ideologische gedachtegoed dat Amsel naast zijn entomologische werk verspreidde, is echter controversieel. Zo stelde hij in zijn boek “Geld und Kriminalität. Ein Beitrag zum institutionellen Denken” (1965) dat vooral de beschikbaarheid van contant geld allerlei vormen van criminaliteit aanmoedigt. Als remedie stelde hij voor om over te gaan op volledig girale betalingstransacties, vastgelegd door de uitvoerende banken. Terwijl recensenten dit schrijven als "vreemd" konden betitelen, moeten andere journalistieke activiteiten van Amsel in kringen van extreemrechts als veel minder onschuldig worden geclassificeerd. Hij was de auteur van het revanchistische tijdschrift “Die Bauernschaft”, uitgegeven door Thies Christophersen tussen 1968 en 1997, en ook van het extreemrechtse maandblad “Staatsbriefe”, uitgegeven door Hans-Dietrich Sander vanaf 1990. Hij was ook lid van de wetenschappelijke adviesraad van de "Gesellschaft für biologische Anthropologie, Eugenik und Verhaltensforschung" (GBA) - waarvan de voorzitter sinds de oprichting in 1972 de bekende rechts-extremist Jürgen Rieger was.
Hans Georg Amsel woonde in Waldbronn bij Karlsruhe.

## Publicaties
- Die Lepidopterenfauna Palästinas. Eine zoogeographisch-ökologisch-faunistische Studie. Dissertation. Berlin 1933. Druk: Zoogeographica, Band 2, Heft 1. Jena 1933.
- Kleinschmetterlinge aus Äthiopien. In: Stuttgarter Beiträge zur Naturkunde aus dem Staatlichen Museum für Naturkunde in Stuttgart, Nr. 121. Stuttgart 1963.
- Geld und Kriminalität. Ein Beitrag zum institutionellen Denken. Burg Stettenfels bij Heilbronn am Neckar 1965.
- als co-auteur en redacteur samen met Reinhard Gaedike: Microlepidoptera palaearctica. Karlsruhe, Keltern und Wien 1965ff (verschillende delen bij verschillende uitgevers).
- Zur Kenntnis der Microlepidopterenfauna von Karachi (Pakistan). In: Stuttgarter Beiträge zur Naturkunde aus dem Staatlichen Museum für Naturkunde in Stuttgart, Nr. 191. Stuttgart 1968.
- Kehrseite des Geldes. Ein Beitrag zum institutionellen Denken. Wiesbaden 1976, ISBN 3-88027-711-7.
- Begegnungen mit Ernst Jünger. Erinnerungen anläßlich seines 88. Geburtstages am 29. März 1983. Waldbronn bij Karlsruhe 1983.